# Josef Peták

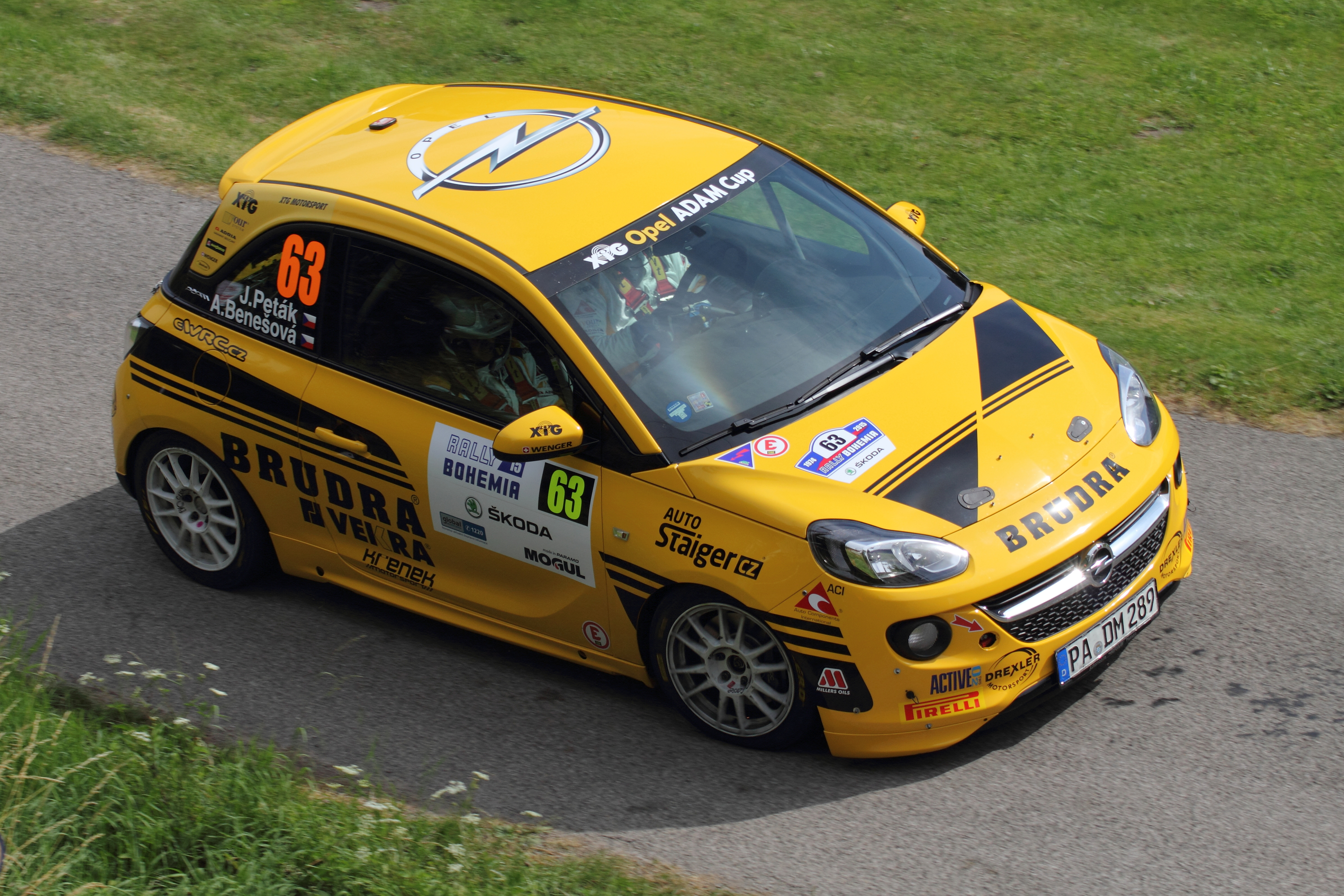
Josef Peták a Alena Benešová s Opelem Adam Cup v roce 2015

Josef Peták (* 5. prosince 1959) je český rallyeový a motocyklový závodník.

## Životopis
Soutěžit začal docela pozdě, ve věku 35 let v roce 1994, a stále závodí i v roce 2021, převážně ale v sidecarcrossu

## Ocenění
- Vítěz FIA European Rallye Cupu pro východní Evropu: 2004 (45 let), spolujezdkyně Alena Benešová a Libor Joska na Peugeotu 306 Maxi;
- Český šampion ve sprintrallye: 2008 (ve 49);
- Český šampion ve sprintrallye kategorie S1600 a A: 2006;
  - Vicemistr ČR sprintrallye: 2009;
  - 3 mistrovství ČR Sprintrallye: 2006 a 2010;
  - 4 mistrovství České republiky v rallye: 2008;
- Mistr Opel Adam Cupu (2015)

## Vítězství mistrovství ČR ve sprintu
- Rallye Vyškov 2008
- Rallye Tišnov 2008
- Rallye Pelhřimov 2008
- Rallye Prachatice 2008

## Další česká vítězství
- Rallye Kopná: 1999.